# Kostyantyn Bakun
Kostyantyn Bakun (en russe : Константин Бакун) est un joueur russe (d'origine ukrainienne) de volley-ball né le 15 mars 1985. Il mesure 2,04 m et joue attaquant. Il est international ukrainien.

## Clubs
| Club                | De        | À         |
| ------------------- | --------- | --------- |
| Azot Tcherkassy     | 2005-2006 |           |
| Lokomotiv Kiev      |           | 2008-2009 |
| Dinamo Krasnodar    | 2009-2010 | 2009-2010 |
| Fakel Novy Ourengoï | 2010-2011 | ...       |

## Palmarès
- Championnat d'Ukraine (1)
  - Vainqueur : 2006